# Sulaiman Al-Mazroui
Sulaiman Al-Mazroui (13 settembre 1972) è un ex calciatore omanita, di ruolo portiere.

## Carriera

### Club
Ha giocato fino al 2009 al Muscat, squadra della massima serie omanita.

### Nazionale
Ha debuttato in Nazionale nel 1993. Ha partecipato, con la Nazionale, alla Coppa d'Asia 2007. Ha fatto parte della rosa della Nazionale fino al 2007.